# Alexandre Tcherepnine
Pour les articles homonymes, voir Tcherepnine.
Alexandre Nikolaïevitch Tcherepnine (en russe : Александр Николаевич Черепнин) est un compositeur et pianiste russe, puis américain, né à Saint-Pétersbourg le 21 janvier 1899 et mort à Paris le 30 septembre 1977.

## Biographie

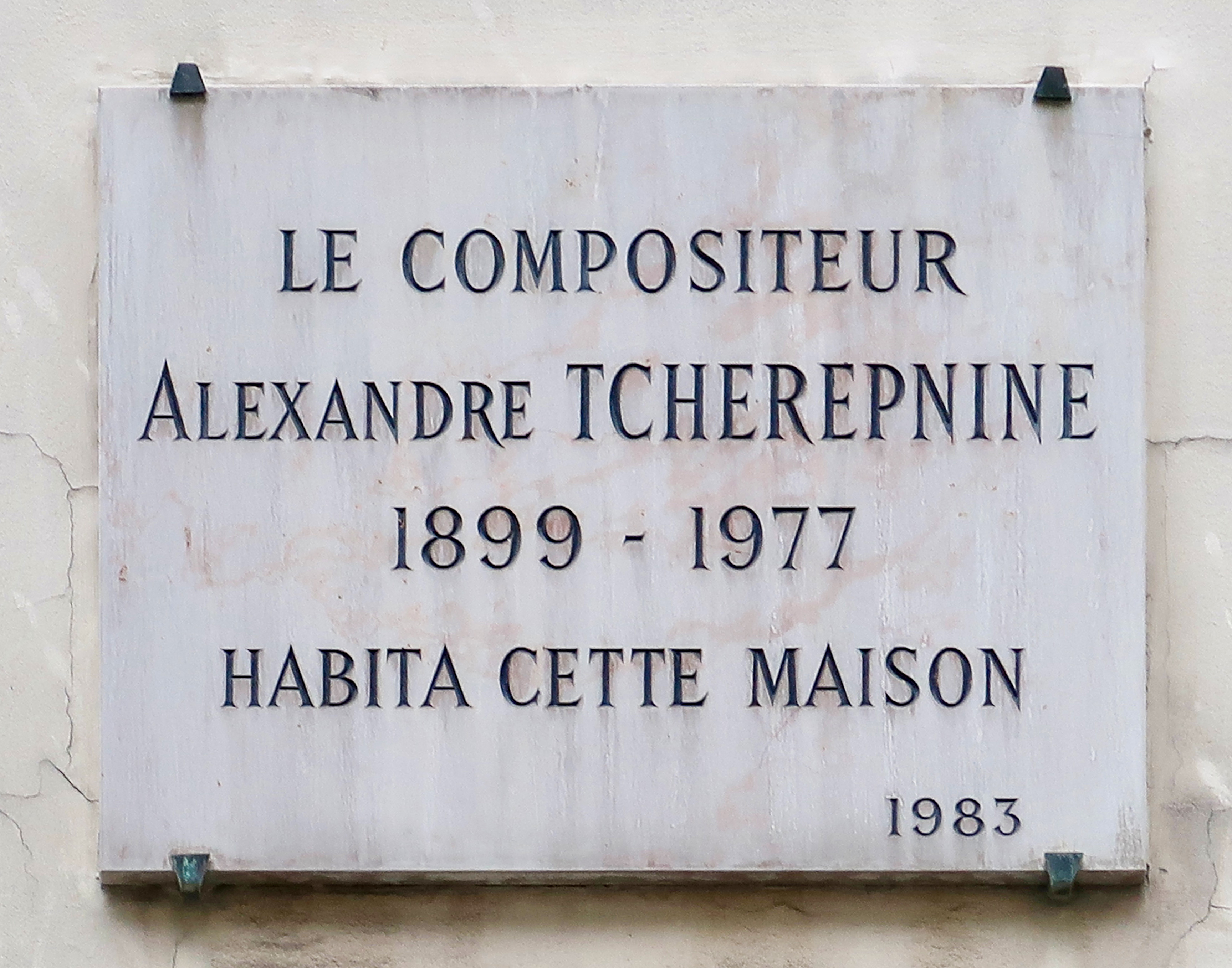
Plaque au 2 rue de Furstemberg (6e arrondissement de Paris), où il vécut et mourut.

Son père Nicolas Tcherepnine, élève de Nikolaï Rimski-Korsakov, et son fils Ivan Tcherepnine, membre de la faculté de l'université Harvard, sont également compositeurs. Un autre de ses fils, Serge, s'est impliqué dans la musique électronique. Sa mère (née Benois), cantatrice très estimée, est une nièce d'Alexandre Benois.
Après la révolution de 1917, après un séjour à Tbilissi (1918-1920), il émigre début 1921 et vit en France (où il est membre de l'École de Paris avec Bohuslav Martinů, Marcel Mihalovici et Tibor Harsányi) et aux États-Unis. Il visite l'Extrême-Orient entre 1934 et 1937. Il y promeut des compositeurs au Japon (Akira Ifukube entre autres) et en Chine, fondant à cet effet son propre institut à Tokyo. Il épouse une pianiste chinoise, Lee Hsien Ming, pendant son séjour en Chine.
Pendant la Seconde Guerre mondiale, il reste en France. En 1948, il se rend aux États-Unis et y acquiert la citoyenneté en 1958.
Avec son épouse, il enseigne à l'université DePaul de Chicago, où l'Orchestre symphonique de Chicago joue la première exécution de sa seconde symphonie sous la direction de Rafael Kubelík. Parmi ses élèves, on note Gloria Coates, John Downey et Robert Muczynski. Sa femme est morte en 1991.

## Son œuvre
Ses premières œuvres étaient fort originales et quelques-unes sont encore populaires. Parmi ses créations, on compte trois opéras, quatre symphonies, six concertos pour piano, treize ballets, de la musique chorale (une messe et d'autres écrits liturgiques), des mélodies avec accompagnement de piano, de la musique de chambre, en particulier pour violoncelle et piano, ainsi qu'une large collection d'écrits pour piano solo.
Sa première symphonie est remarquable pour son second mouvement, le premier à avoir été écrit pour percussion. Une autre symphonie, laissée inachevée du fait de son décès aurait été pour seule percussion.
Tcherepnine a inventé son propre langage harmonique par la combinaison des hexacordes mineure et majeure, du système pentatonique, de vieux modes russes et d'harmonies géorgiennes.

### Concertos
- Concerto pour piano et orchestre no 1, opus 12 ;
- Concerto pour piano et orchestre no 2, opus 26 ;
- Concerto pour piano et orchestre no 3, opus 48 ;
- Concerto pour piano et orchestre no 4, Fantaisie, opus 78 ;
- Concerto pour piano et orchestre no 5, opus 96 ;
- Concerto pour piano et orchestre no 6, opus 99.

### Piano
- Toccata, opus 1
- 10 Bagatelles, opus 5 ;
- Feuilles libres, opus 10 ;
- Arabesques, opus 11 ;
- 9 Inventions, opus 13 ;
- 10 Études, opus 18 ;
- Toccata, opus 20
- sonate n°1, opus 22 ;
- 4 Préludes nostalgiques, opus 23 ;
- 4 Préludes, opus 24 ;
- Intermezzo, opus 33a ;
- Sept études,  opus 56 ;
- Expressions, opus 81 ;
- 8 Pièces, opus 88 ;
- Sonate n°2, opus 94 ;
- Tanz, opus posthume.

### Symphonies
- Symphonie no 1, opus 42 ;
- Symphonie no 2, opus 77 ;
- Symphonie no 3, opus 83 ;
- Symphonie no 4, opus 91 (dédiée à Charles Munch).

### Musique de chambre
- Sonate n° 1 pour violoncelle et piano en ré majeur, opus 29 (1924) ;
- Sonate n° 2 pour violoncelle et piano en ré majeur, opus 30/1 (1925) ;
- Sonate n° 3 pour violoncelle et piano en fa dièse majeur, opus 30/2 (1919-1926) ;
- Ode pour violoncelle et piano (1919) ;
- Le violoncelle « Bien Tempéré », opus 38 (1925-1926), 12 préludes sur une échelle modale de 9 intervalles ;
- Mystère, Pièce pour violoncelle et piano, opus 37/2 ;
- 4 Chansons et danses pour violoncelle et piano, opus 84 (1953), écrites pour Gregor Piatogorsky.

## Discographie
- L'Orchestre symphonique de Singapour a enregistré pour la première fois la totalité de ses symphonies.
- Concertos pour piano et orchestre nos 2-4-6, Murray McLachlan (piano), Chethams' Symphony Orchestra, Julian Clayton (direction), Label Forum, FRC 9110.
- Complete piano music (8 volumes actuellement), Giorgio Koukl, Label Grand Piano.
- Intégrale de l’œuvre pour Violoncelle et Piano, Michal Kanka (violoncelle), Miguel Borges Coelho (piano), Label Praga Digitals, PRD/DSD 250290.
- Symphonie no 4, Op.91 ; Romantic Overture, Op.67 ; Suite for Orchestra, Op.87 ; Russian Dances, Op.50, Philharmonie d'État de Košice, Yip Wing-sie (direction), Label Marco Polo 8.223380